# Felsőkarácsonfalva
Felsőkarácsonyfalva (Crăciunelu de Sus) település Romániában, Fehér megyében.

## Fekvése
Balázsfalvától keletre, a Kis-Küküllő egyik bal oldali mellékága mellett, Felsőtatárlaka és Oláhbükkös közt fekvő település.

## Története
Felsőkarácsonfalva nevét 1332-ben Karachini néven a pápai tizedjegyzék említwette először, tehát ekkor már templomos hely volt. Papaja 1332-ben 30 dénár pápai tizedet fizetett, és ekkor Vesszős és Bajom után sorolták fel.
1462-ben  Küküllővár tartozéka volt, nevét ekkor Karachonfalwa néven említették.
1587-ben Tatarlaka cum Karacziolfalwa, 1733-ban Felső-Kracsunfalva, 1750-ben Felső-Kaacsonfalva, 1760-1762-ben Felső Karácsonfalva, 1888-ban Olah-Karácsonfalva néven írták.
1910-ben 635 lakosa volt, melyből 623 román volt. A 635 lakosból 217 görögkatolikus, 418 görögkeleti ortodox volt.
A trianoni békeszerződés előtt Kis-Küküllő vármegye Hosszúaszói járásához tartozott.

## Hivatkozások

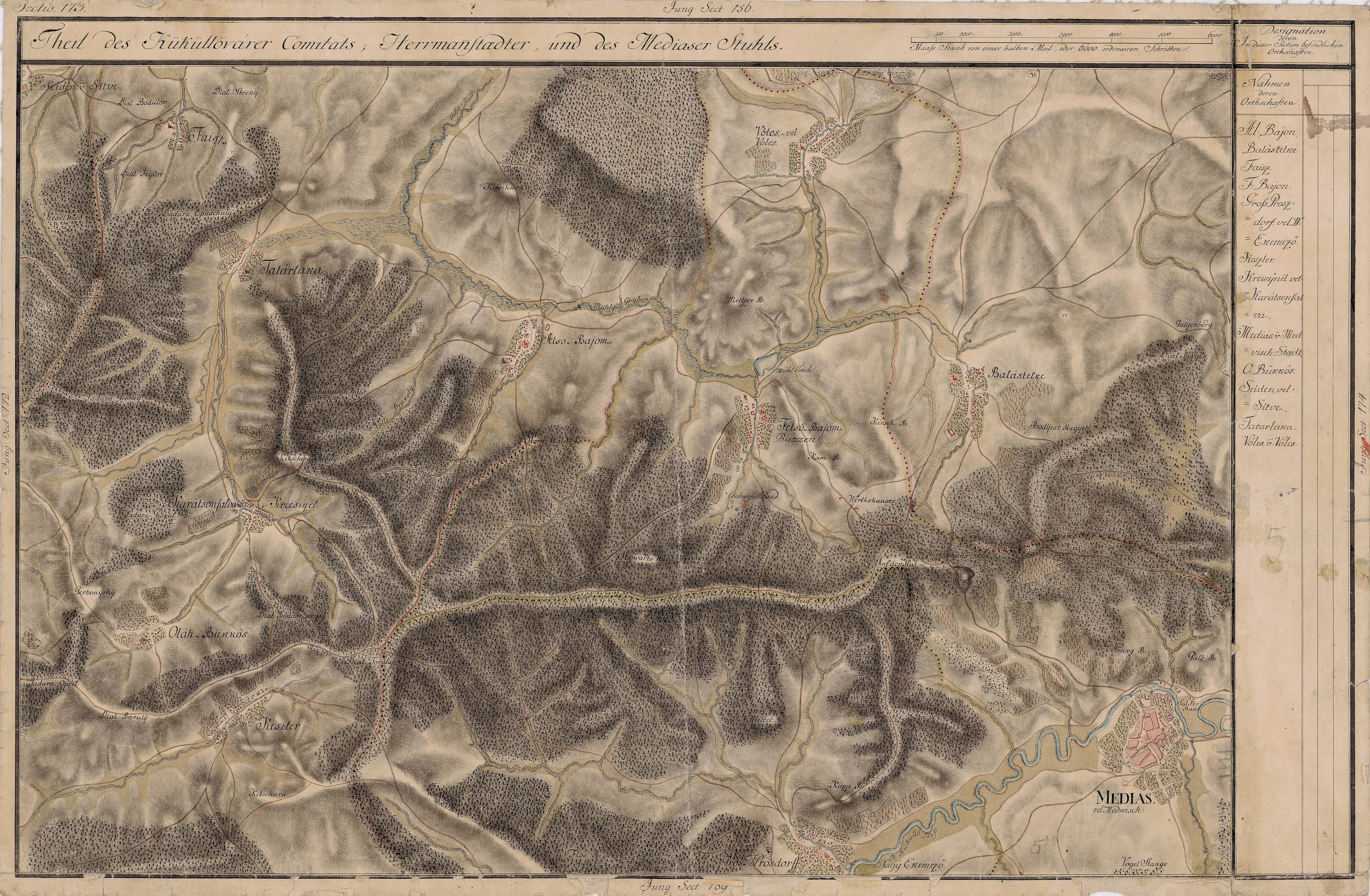
Felsőkarácsonfalva egy régi térképen